# Ојмјакон
Ојмјакон (рус. Оймякон, јак. Өймөкөөн) је село у Републици Јакутији у Русији, у далекоисточном делу Сибира у Ојмјаконском рејону. Најхладније је настањено место на нашој планети (најнижа измерена температура -71,2 °C) и налази се на левој обали реке Индигирке. Овде живи око 500 становника, који се претежно баве сточарством и риболовом. Од главног града Јакутије, Јакутска, Ојмјакон је удаљен око 1.100 km према истоку. Најближи регионални пут је Колимски аутопут удаљен око 32 km северозападно. Најближа суседна насеља су Хара-Тумул и Берег-Јурдја.

## Порекло назива
Место је добило име по Ојмјаконској реци чији је назив дошао од речи kheium из евенског језика, што би у слободном преводу значило — несмрзнута вода, место где рибе проводе зиму. Према другом извору, упоредни речник тунгуских језика, наводи да име села значи „залеђено језеро” на неком од тунгуских језика.

## Географија

### Положај и рељеф
Место Ојмјакон се налази у источном делу Сибира на обали реке Индигирке. Административно припада Јакутији (Република Саха), у оквиру Ојмјаконског улуса. Смештен је на свега три степена од поларног круга (66° 33‘ сгш). Предео се одликује заједницом тундре и тајге, а надморска висина места је 741 m.
Ојмјакон је смештен на Ојмјконском платоу који је омеђен Ојмјаконским планинама (3.003 м) на западу и југозападу и планином Тас Кистабит (2.341 м) на северу и североистоку. Река Индигирка је са истока усекла своју долину и Ојмјаконску котлину.
Земљиште се залеђује до дубине од чак 1.500 m. Како је Ојмјакон близу северног пола, дужина дана и ноћи током године изузетно варира — током децембра дан траје три, а у јуну 21 сат.

### Клима
Најспецифичнија одлика овог места је оштра континентална клима. Екстремно хладне зиме са средње топлим летима. Сунчев сјај је интензиван. Ојмјакон се сматра најхладнијим стално насељеним местом на свету, а назива се и „Пол хладноће” северне хемисфере. Најнижа до сада измерена температура је –68 °C у метеоролошкој станици Томтор године 1933. Температура од -71,2 °C забележена је на споменику у Ојмјакону. Током лета температуре могу достићи 25-30 °C, па је годишња амплитуда у овом месту већа од 100 °C.
| Клима Ојмјакона                                                                                                 | Клима Ојмјакона | Клима Ојмјакона | Клима Ојмјакона | Клима Ојмјакона | Клима Ојмјакона | Клима Ојмјакона | Клима Ојмјакона | Клима Ојмјакона | Клима Ојмјакона | Клима Ојмјакона | Клима Ојмјакона | Клима Ојмјакона | Клима Ојмјакона |
| Показатељ \ Месец                                                                                               | .Јан.           | .Феб.           | .Мар.           | .Апр.           | .Мај.           | .Јун.           | .Јул.           | .Авг.           | .Сеп.           | .Окт.           | .Нов.           | .Дец.           | .Год.           |
| --- | --------------- | --------------- | --------------- | --------------- | --------------- | --------------- | --------------- | --------------- | --------------- | --------------- | --------------- | --------------- | --------------- |
| Апсолутни максимум, °C (°F)                                                                                     | −16,6 (2,1)     | −15,3 (4,5)     | 2,0 (35,6)      | 11,7 (53,1)     | 26,2 (79,2)     | 31,1 (88)       | 34,6 (94,3)     | 33,1 (91,6)     | 23,7 (74,7)     | 11,0 (51,8)     | −2,1 (28,2)     | −6,5 (20,3)     | 34,6 (94,3)     |
| Средњи максимум, °C (°F)                                                                                        | −42,5 (−44,5)   | −35,4 (−31,7)   | −20,8 (−5,4)    | −3,7 (25,3)     | 9,1 (48,4)      | 20,0 (68)       | 22,7 (72,9)     | 18,2 (64,8)     | 8,9 (48)        | −9,2 (15,4)     | −30,7 (−23,3)   | −42,0 (−43,6)   | −8,8 (16,2)     |
| Просек, °C (°F)                                                                                                 | −46,4 (−51,5)   | −42,0 (−43,6)   | −31,2 (−24,2)   | −13,6 (7,5)     | 2,7 (36,9)      | 12,6 (54,7)     | 14,9 (58,8)     | 10,3 (50,5)     | 2,3 (36,1)      | −14,8 (5,4)     | −35,2 (−31,4)   | −45,5 (−49,9)   | −15,5 (4,1)     |
| Средњи минимум, °C (°F)                                                                                         | −50,0 (−58)     | −47,3 (−53,1)   | −40,0 (−40)     | −23,9 (−11)     | −4,7 (23,5)     | 4,0 (39,2)      | 6,2 (43,2)      | 2,6 (36,7)      | −3,7 (25,3)     | −20,4 (−4,7)    | −39,3 (−38,7)   | −48,8 (−55,8)   | −22,1 (−7,8)    |
| Апсолутни минимум, °C (°F)                                                                                      | −65,4 (−85,7)   | −67,7 (−89,9)   | −60,6 (−77,1)   | −46,4 (−51,5)   | −28,9 (−20)     | −9,7 (14,5)     | −9,3 (15,3)     | −17,1 (1,2)     | −25,3 (−13,5)   | −47,6 (−53,7)   | −58,5 (−73,3)   | −62,8 (−81)     | −67,7 (−89,9)   |
| Количина падавина, mm (in)                                                                                      | 6 (2,4)         | 7 (2,8)         | 5 (2)           | 6 (2,4)         | 13 (5,1)        | 34 (13,4)       | 45 (17,7)       | 39 (15,4)       | 23 (9,1)        | 14 (5,5)        | 12 (4,7)        | 8 (3,1)         | 212 (83,5)      |
| Извор: КЛИМАТ ОЙМЯКОНА Погодка и Климат (pogoda.ru.net) и Northern Hemisphere: Lowest Temperature (wmo.asu.edu) |                 |                 |                 |                 |                 |                 |                 |                 |                 |                 |                 |                 |                 |

Из приложене табеле се уочава да је највиша икада измерена температура у Ојмјакону износила 34,6 °C у јулу 2010. године, док је најнижа званична температура забележена 6. фебруара 1933. године и износила је -67,7 °C. Средња годишња температура је -15,5 °C. Количина падавина је изузетно ниска и износи свега 212 милиметара годишње.
Ветар ретко дува у Ојмјакону. Просечна брзина 1,2 м/с, а најчешће се јавља са запада и североистока. Влажност ваздуха је висока и просечна годишња износи 71%. Највиша је у јануару 75%, а најнижа у јуну 59%. Укупан број дана са снежним покривачем је 213, а најснежнији период је од октобра до априла. Просечна висина покривача у том периоду је 21 cm, а максимална измерена 51 cm (фебруар). Просечна годишња облачност у Ојмјакону износи 6,5 десетина.

### Хидрографија
Околина Ојмјакона је богата изворима топле воде. Главни водени ток је Индигирка, која тече са истока. Извире на Халканским планинама, тачније настаје од два мања тока — Тура Урјах и Тарин Јурах. Дугачка је 1.726 km и улива се у Источносибирско море. У периоду од октобра до маја површина реке се заледи. Погодна је за риболов будући да је богата врстама попут репушке, чира, муксуне, затим омуља и других врста. Југоисточно од села налазе се и два већа језера — Бољшој и Мендерељах.

### Живи свет
Предео је прекривен типичним представницима тундре (патуљасте врсте дрвећа) и тајге (четинари попут смрче, јеле, ариша и др). На подручју Ојмјакона живи специфична врста коња који су сличним понијима по висини, а одликују се изузетно дугом длаком која их штити од хладноће током зиме. Воде су богате рибом, а у шумама живе ирваси.

## Историја
Међу првим истраживачима који су посетили овај део Сибира били су Семјон Дежњов и Михаил Страдухин у седамнаестом и Гаврил Саричев у осамнаестом веку. Матвеј Матвејевич Геденштром (1780—1845), естонски истраживач, споменуо је насеље Ојмјакон у свом путопису ка Новосибирским острвима, из прве половине 19. века. Током 1920-их и 1930-их година Ојмјакон је било типично повремено насеље, где су своје уточиште тражили сточари и ловци на ирвасе.
Совјетска власт, у жељи да номадима обезбеди нормалне услове за живот и сталан боравак, изградила је трајно насеље. Током Другог светског рата у близини села изграђена је писта за слетање авиона на линији Аљаска-Сибир, која је успостављена на основу Закона о зајму и најму (програм снабдевања савезника за време рата од стране САД). Ојмјаконски округ је формиран 1931. године, а 1954. административни центар премештен је у место Уст-Нера. Данас је Ојмјакон стално насељено село.

## Становништво
| 2002. | 2010. |
| ----- | ----- |
| 319   | 462   |

Према процени из 2012. године у Ојмјакону живи 512 становника, док је по подацима пописа из 2010. било 462 становника (230 мушкараца и 232 жене). Према националном саставу из 2002. најбројнији су Јакути, а затим следе Руси. Званични језици су руски и јакутски. Становништво се претежно бави сточарством, ловом и риболовом. Због изузетно ниских температура узгајање житарица, и гајење воћа или поврћа није могуће, а у исхрани су, сходно томе заступљени дивљи плодови локалних биљних врста. Међу локалним специјалитетима издвајају се млечни производи „хајак” и „кјорчех”, који су слични путеру и сладоледу, као и најпознатије ојмјаконско јело — „строганина” (остругана свеже залеђена риба). За храну се људи углавном брину сами, јер се у месту налази само једна трговина са намирницама. Захваљујући чистом ваздуху, здравој исхрани и чистој води, становници Ојмјакона су познати по дуговечности. Управница села је Розалија Петровна Кондакова.

## Привреда
Становништво Ојмјакона се највећим делом бави сточарством, тачније гајењем ирваса и дивљих коња. Осим тога заступљен је и риболов на реци Индигирки. Околина места богата су налазиштима и рудницима злата који се експлоатишу. Услед ниских температура у Ојмјакону нема мобилне телефоније и сигнала. Туризам је развијен на бази климатске специфичности (најниже температуре), што је разлог доласка туриста. Током 2012. године Ојмјакон је посетило 57 туриста од чега највише из Немачке и Енглеске. Сваки посетилац у оквиру организоване туре добија „сертификат за боравак на Полу хладноће”.

### Инфраструктура
Ојмјакон је мало место повезано локалним путевима са суседним насељима — Хара-Тумул и Терјут на северозападу, Очјугеј на југу и Томтор и Берег-Јурдја на југоистоку. У селу се налазе школе и обданиште, затим дом културе и спортски центар. У источном делу се налази локална млекара и пилана. Јужно од села Томтор налази се аеродром Ојмјакон (ICAO код — UEMJ), који је саграђен током Другог светског рата, а затворен је 1970-их година. Има једну земљану писту дужине 1,9 km. Општинска зграда се налази у центру Ојмјакона.

## Ојмјакон у медијима
Ојмјакон се спомиње и појављује у бројним телевизијским серијама и емисијама:
- У епизоди „The Winter's Tale” документарне серије „Savage Skies” из 1996. године метеоролог Ал Рокер посетио је Сибир и Ојмјакон.[44][45]
- У првој епизоди друге сезоне (епизода „Сибир”[46]) документарне серије „Најопаснији путеви на свету” Ед Бирн и Енди Парсонс путују кроз Сибир.[47]
- Оксфордски географ Ник Мидлтон у својој телевизијској серији „Going to Extremes” посетио је село и представио како мештани живе и преживљавају екстремне хладноће.[48]
- Камерман Џоф Мекли снимио је епизоду телевизијске серије „Dangerman” (за Дискавери канал), у којој је провео ноћ у шатору и водио бика до извора по воду.[49][50]
- У епизоди „Hot and Cold” Би-Би-Си-јеве серије „Екстремни свет” приказан је Ојмјакон као најхладније стално насељено место на свету.[51]
- У епизоди „Chilling Out” аустралијске телевизијске серије „60 минута” водитељ Лајам Бартлет представља начин живота у Ојмјакону.[52]
- У епизоди „Russia: The Bull of Winter” путописне телевизијске серије „Departures”, путници Скот Вилсон и Џастин Лукач посетили су село, јахали ирвасе и до Пола хладноће.[53]

## Познати становници
За историју Ојмјакона важан је Николај Јосипович Кривошапкин (1832—1926), трговац, хуманиста и филантроп. Родио се у Тарин-Јурјахском округу (данас Ојмјаконски) 1832. године. Током живота и школовања стекао је богатство које је уложио у свој родни крај. Николај је био ктитор две цркве, дома културе, основне школе и библиотеке у Ојмјакону и околини. Умро је 1926. у 95 години живота.